# Santa Catalina (Uruguay)
Santa Catalina est une ville de l'Uruguay située dans le département de Soriano. Sa population est de 1 053 habitants.

## Population
| Année | Population |
| ----- | ---------- |
| 1963  | 840        |
| 1975  | 884        |
| 1985  | 882        |
| 1996  | 929        |
| 2004  | 1.053      |

Référence,.